# Никола Димов (учен)
Никола Демиров Димов е български учен и политик от БЗНС, член-кореспондент на БАН.

## Биография
Роден е през 1902 г. във варненското село Николаевка. Завършва гимназия във Варна, а след това става учител в родното си село. Член на БЗНС от 1920 г. Учи висше образование в Италия и Франция. Там е един от основателите на лига за обединение на южните славяни и неин председател. След това за 1 година работи във Франция. През 1930 г. се завръща в България. От 1931 до 1932 г. е подпредседател на Околийското ръководство на БЗНС във Варна. През 1931 г. започва работа в Педагогическото училище във Варна. През 1934 г. специализира в Чехословакия и Унгария, а от следващата година започва работа в млекарското училище в Пирдоп. През 1937 г. е уволнен от там за политическата си дейност. От 1939 до 1944 г. е директор на Практическото млекарско училище в Пирдоп.
След 9 септември 1944 г. е назначен за главен инспектор в Министерството на земеделието, както и за завеждащ отдел „Млекарство“ там. По това време става подпредседател на Околийския комитет на ОФ във Варна. От 1945 г. е доцент в Агрономическия факултет на Софийския университет, а от 1948 г. редовен професор в Зоотехническия факултет на университета. В периода 1950 – 1959 г. е окръжен съветник в София. През 1959 г. е избран за ректор на Висшия селскостопански институт (ВСИ). Между 1960 и 1966 г. е едновременно завеждащ катедрата по млекарство при ВСИ и директор на научноизследователския институт по млечна промишленост разположен във Видин. Депутат в три мандата на народното събрание от 1956 до 1971. Умира през 1991 г. Днес на негово име е наречена Професионална Гимназия по Туризъм и Хранителни Технологии „Никола Димов“ в Пирдоп.